# Король Лир (фильм, 1987)
«Король Лир» (англ. King Lear ) — художественный фильм режиссёра Жана-Люка Годара, снятый в 1987 году. Трагифарс-фантасмагория по сюжету одноимённой трагедии Уильяма Шекспира.

## Сюжет
После Чернобыльской трагедии всё исчезло. Потом всё, кроме культуры, вернулось. Восстановить утерянные произведения Уильяма Шекспира поручено его потомку — Уильяму Шекспиру-мл.
По дороге из Дании он появляется в Швейцарии и имеет возможность наблюдать за живущими с ним в одной гостинице стареющим гангстером Доном Леаро (пишущим мемуары о разборках между Мейером Лански и Багси Сигалом) и его дочерью Корделией. Между собой они общаются исключительно посредством шекспировского текста. Шекспир-мл. неотступно следует за ними, записывая диалоги и отдельные фразы в свой блокнот.
Полезным оказалось и его знакомство с молодыми людьми — Эдгаром и Вирджинией. Те устроили встречу Шекспира с профессором Плагги, ведущим параллельные изыскания. Последние двадцать лет он не выходил из своей комнаты, занимаясь монтажом отснятого киноматериала.
Плагги не интересуют возникающие непонятно откуда слова, его интересует только образ и последующие за ним эмоции. Профессор уверен, что образ — это реальность, проявлению которой нужен только внутренний толчок. Прояснению ситуации способствует приезд из Сибири профессора Казанцева, автора нашумевшей работы «Рекомендации к образу».
После многотрудных усилий миссия Шекспира-мл. успешно подошла к концу. Благодаря неустанному поиску, была подготовлена к дальнейшим изысканиям значительная часть восстановленного оригинального текста.

## В ролях
- Питер Селларс — Уильям Шекспир-мл.
- Бёрджесс Мередит — Дон Леаро, гангстер из Америки
- Молли Рингуолд — Корделия, его дочь
- Жан-Люк Годар — профессор Плагги
- Фредди Бюаш — профессор Казанцев
- Лео Каракс — Эдгар
- Жюли Дельпи — Вирджиния
- Вуди Аллен — режиссёр Алиен

## Дополнительные факты
- Фильм начинается жалобой на невозможность Жана-Люка Годара выполнить обязательства и представить анонсированный полтора года назад фильм «Король Лир». Заканчивается в мастерской режиссёра Алиена («Чужого», в исполнении Вуди Аллена), который монтирует снятый Годаром материал.
- В начале своей карьеры режиссёр Квентин Тарантино написал в своем резюме, что снимался в фильме Годара «Король Лир», несмотря на то, что это не было правдой. Позже Тарантино признался, что сделал это, чтобы привлечь агентов, подозревая, что в США этот фильм практически никто не видел.